# Western Gneiss Region
La Western Gneiss Region (Regione del gneiss occidentale) è una vasta unità geologica della Norvegia, composta principalmente da rocce di gneiss che si sono formate per metamorfismo nel corso dell'orogenesi caledoniana.
La regione forma un terrane tettono-stratigrafico dell'orogenesi caledoniana, e fa anche parte dello scudo baltico. La regione si estende attraverso la Norvegia occidentale da Bergen a Trondheim, come una finestra tettonica caledoniana e i suoi elementi più remoti affiorano a nord fino alle Isole Lofoten.
Le rocce della Western Gneiss Region sono composte di basamento precambriano variamente deformato e coprono rocce di origine autoctona e para-autoctona con evidenza di un grado di metaformismo da medio a alto, includendo anche il metaformismo di ultra-alta pressione.
Le rocce di questa regione si sono formate tra 1700 e 1600 milioni di anni fa nel tardo Paleoproterozoico. Quello che sarebbe successivamente diventata la Western Gneiss Region fu intruso da migmatiti e graniti durante l'orogenesi sveconorvegese.